# Enoplosiden
Enoplosiden (Enoplosidae) zijn een familie van straalvinnige vissen uit de orde van Baarsachtigen (Perciformes).

## Geslacht
- Enoplosus Lacépède, 1802